# Campionato europeo turismo
Il campionato europeo turismo o ETCC (in inglese European Touring Car Challenge, poi European Touring Car Championship) fu una competizione automobilistica per vetture derivate dalla serie organizzato da FIA. Ebbe due incarnazioni, la prima tra il 1963 e il 1988, la seconda tra il 2000 e il 2004. Nel 2005 fu rimpiazzato dal Campionato del mondo turismo e fu stabilito che il titolo europeo fosse assegnato in gara unica da disputarsi a fine stagione agonistica, salvo poi espandere nuovamente la competizione continentale su più prove.

## Storia

### 1963-1988

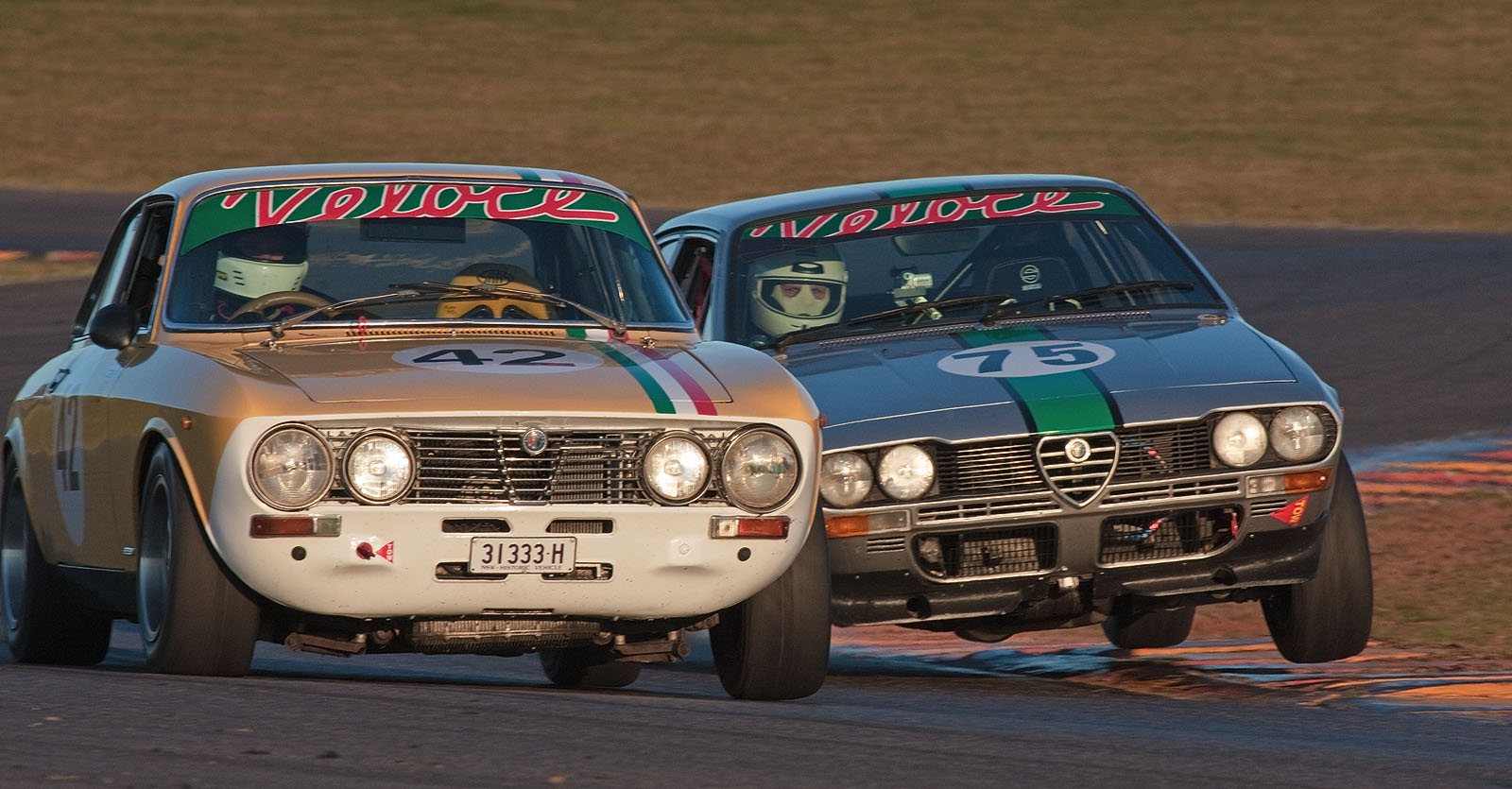
A sinistra un'Alfa Romeo 2000 GTV del 1965 e a destra Alfa Romeo GTV del 1977 utilizzate nel campionato turismo

L'ETCC, come è conosciuto, è iniziato nel 1963 da Willy Stenger, che ha creato la serie con il consenso della FIA, permettendo la partecipazione ad una grande varietà di vetture nelle varie classi, dalle piccole Fiat 600 e Mini alle grandi Jaguar Mark II, Mercedes-Benz 300SE e Chevrolet Camaro.

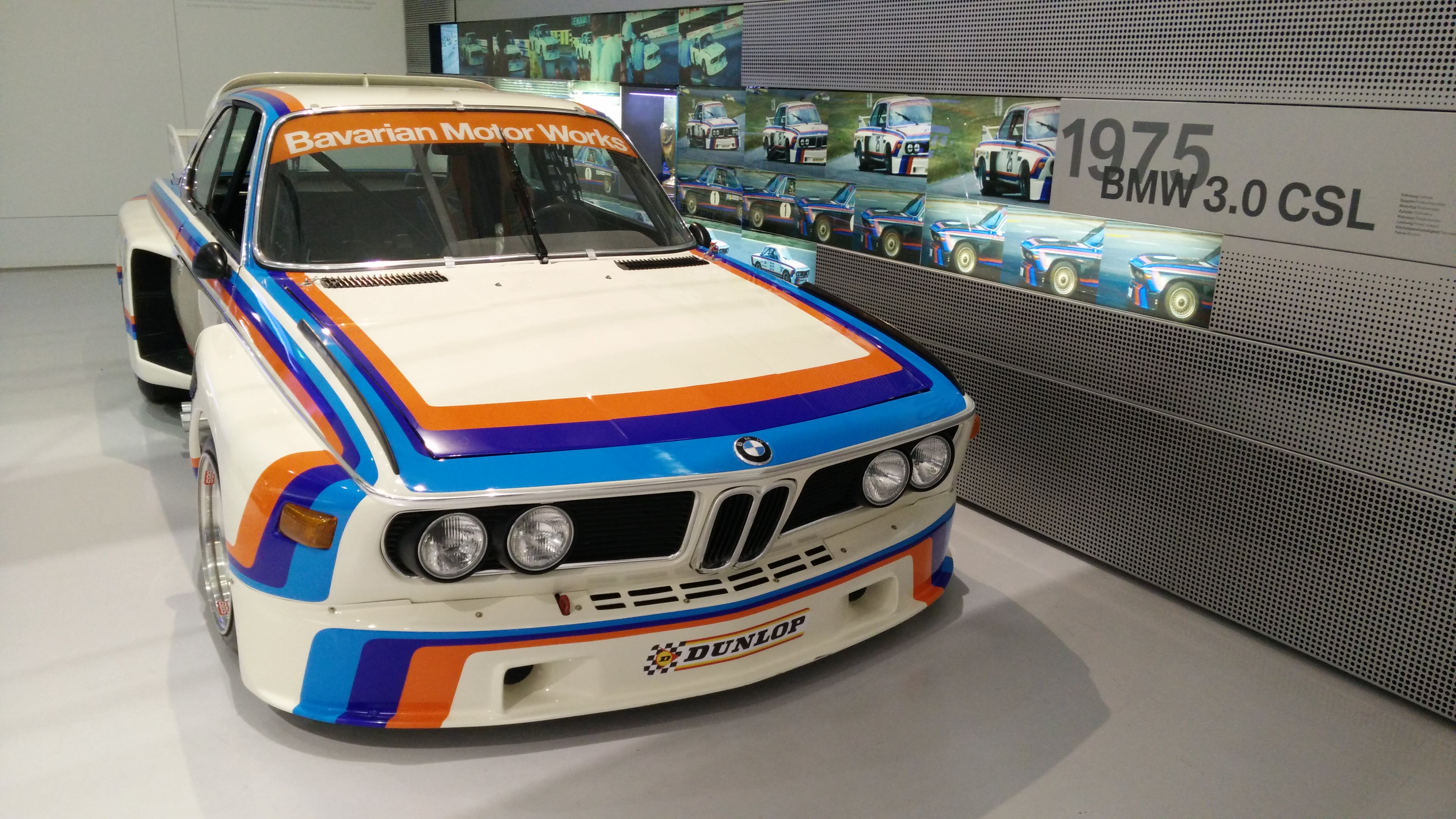
BMW 3.0 CSL, una delle vettura più vittoriose del campionato turismo

Nel 1963 con corse o eventi su tracciati come Nürburgring, Mont Ventoux, Brands Hatch, Mallory Park, Zolder, Zandvoort, Passo del Rombo e persino in un parco a Budapest, il titolo fu vinto dal tedesco Peter Nöcker e la sua Jaguar.
Nel 1966, la FIA introdusse nuove regole per le vetture da turismo, il Gruppo 1 (per le auto da turismo standard o di serie non modificate) e il Gruppo 2 (per quelle modificate).
Nel 1968 le regole divennero più liberali e fu creato il Gruppo 5. Questa situazione durò per due anni, quando il Gruppo 2 e il Gruppo 4 furono riunite nella classe principale. Partecipavano vetture come BMW 2002 e 3.0 CS, Alfa Romeo GTA e Ford Escort e anche Porsche 911.
Il gruppo 5 durò sino al 1973, ma con la crisi energetica del 1973, le successive due stagioni hanno avuto poche auto debuttanti. Solo dal 1977 la situazione si è normalizzata con il ritorno delle principali case automobilistiche. Le regole modificate, ora concedevano solo al Gruppo 2 e al Gruppo 1B (o auto con omologazione nazionale) di competere assieme, con BMW 3.0 Coupé CSL e Capri RS che rimasero le più competitive, come nel comparabile campionato Deutsche Rennsport Meisterschaft.

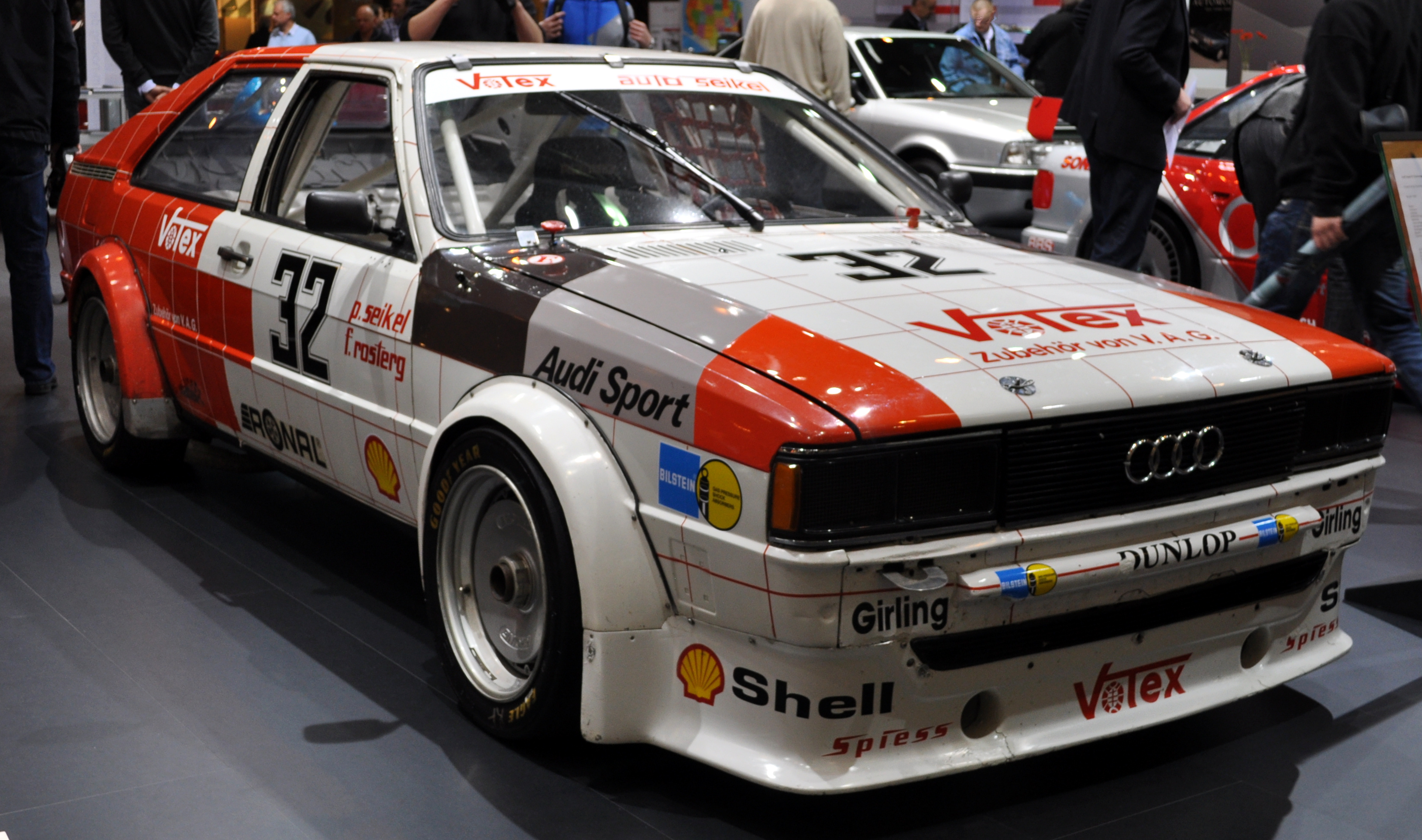
Audi Coupe Quattro GT Gruppo 2 del 1981

Nel 1982, la FIA sostituisce il Gruppo 1 e il Gruppo 2 con le nuove denominazioni Gruppo N e Gruppo A. All'inizio il primo gruppo era snobbato dalle case automobilistiche, che prestavano più attenzione al secondo gruppo, quello dove il livello di elaborazione delle vetture era più elevato. BMW e Alfa Romeo prepararono regolarmente vetture per il campionato e l'Alfa Romeo riuscì ad ottenere il titolo costruttori assoluto per quattro anni consecutivi, dal 1982 al 1985, grazie all'Alfetta GT nella versione V6, ma fu il grande pilota e tecnico Tom Walkinshaw della Tom Walkinshaw Racing con Jaguar XJS e Rover 3500 Vitesse che sarebbe stato il più competitivo negli anni successivi, nella categoria piloti, gareggiando contro vetture turbo come Volvo 240 e Ford Sierra RS Cosworth, aggiudicandosi il titolo piloti nel 1984, poiché riuscì ad ottenere più vittorie tra le auto della Div.3, dove gareggiavano le auto di grossa cilindrata oltre i 3000 cm3, mentre l'assoluto costruttori torno all'Alfa Romeo.
Il campionato è stato cancellato dopo la stagione 1988 per i costi crescenti.

### 1989-1999
Mancando un vero titolo europeo, le migliori squadre del vecchio continente si affrontarono alla Macau Grand Prix's Guia Race, alla 24 Ore di Spa e alla 24 Ore del Nürburgring, che erano le uniche corse internazionali prestigiose durante quegli anni. Con il crescente successo e popolarità del Superturismo in vari campionati nazionali di "Classe 2", come il British Touring Car Championship e il Campionato italiano superturismo e l'interesse del pubblico per le vetture di "Classe 1" che correvano nel DTM, la FIA organizzò tra il 1994 e il 1996 una sorta di campionato mondiale turismo riservato a queste ultime, promosso con la collaborazione degli organizzatori del DTM, che avevano già avuto occasione di organizzare gare al di fuori della Germania nel loro calendario. Così nacque il Campionato Internazionale Turismo o International Touring Car Championship (ITC), ma ancora una volta l'aumento dei costi fece naufragare questo progetto, che durò solo due stagioni.

### 2000-2004
Dal 2000 la FIA promuove ancora un Campionato Internazionale Turismo, prendendo come esempio il Campionato italiano superturismo, che aveva avuto un buon successo. Nel 2002, questo si trasforma nel nuovo Campionato europeo Turismo, dominato da BMW e Alfa Romeo, ma molto popolare presso il pubblico per le appassionanti gare trasmesse dal canale satellitare Eurosport.

### Dal 2005 in poi
Nel 2005, la serie ETCC è stata trasformata in Campionato del mondo turismo o World Touring Car Championship (WTCC), mentre il titolo Europeo (che è stato rinominato ETCC - European Touring Car Cup) viene assegnato in un unico evento su doppia gara riservato ai migliori piloti dei campionati turismo nazionali e tale formato si è protratto fino al 2009. Nel 2010 la Fia ha organizzato la European Touring Car Cup come un mini-campionato su 4 gare, ma a causa della cancellazione dell'evento a Oschersleben per la concomitanza con alcune gare nazionali, i titoli europei "Super 2000", "Super Production", "Super 1600" e la "Coppa delle Nazioni" sono stati assegnati sui risultati delle rimanenti tre gare. Nel 2011 si è ritornati alla formula della gara unica, mentre nel 2012 la stagione si è sviluppata su quattro gare, concludendosi nel mese di giugno a Imola. Il numero di gare annuali è via via cresciuto nelle stagioni successive, fino a includere sei gare nel 2015.

## Albo d'oro

### 1963-1988
| 1963 | Peter Nöcker                            | Jaguar Mark II       | -                                | -                        | -                        | -                                | -                            | -                            | -                                |                              |                              |                    |                    |
| 1964 | Warwick Banks                           | BMC Mini Cooper S    | -                                | -                        | -                        | -                                | -                            | -                            | -                                |                              |                              |                    |                    |
| Anno | Campione divisione 3                    | Auto                 | Costruttore campione divisione 3 | Campione divisione 2     | Auto                     | Costruttore campione divisione 2 | Campione divisione 1         | Auto                         | Costruttore campione divisione 1 |                              |                              |                    |                    |
| 1965 | Jacky Ickx                              | Ford Mustang         | Ford                             | John Whitmore            | Ford Lotus Cortina       | Ford                             | Ed Swart                     | Abarth 1000 TC               | Abarth                           |                              |                              |                    |                    |
| 1966 | Hubert Hahne                            | BMW 2000TI           | BMW                              | Andrea De Adamich        | Alfa Romeo 1600 GTA      | Alfa Romeo                       | Giancarlo Baghetti           | Abarth 1000 TC               | Abarth                           |                              |                              |                    |                    |
| 1967 | Karl von Wendt                          | Porsche 911          | Porsche                          | Andrea De Adamich        | Alfa Romeo 1600 GTA      | Alfa Romeo                       | Willi Kauhsen                | (Abarth 1000 TC)             | Abarth                           |                              |                              |                    |                    |
| 1968 | Dieter Quester                          | BMW 2002             | BMW                              | John Rhodes              | Morris Mini Cooper S     | BMC                              | John Handley                 | Morris Mini Cooper S         | BMC                              |                              |                              |                    |                    |
| 1969 | Dieter Quester                          | BMW 2002             | BMW                              | Spartaco Dini            | Alfa Romeo 1600 GTA      | Alfa Romeo                       | Marsilio Pasotti             | Abarth 1000 TC               | Abarth                           |                              |                              |                    |                    |
| Anno | Pilota campione                         | Auto                 | Costruttori                      | Costruttori              | Costruttori              | Costruttori                      | Costruttori                  | Costruttori                  | Costruttori                      |                              |                              |                    |                    |
| 1970 | Toine Hezemans                          | Alfa Romeo 2000 GTAm | BMW (divisione 2)                | BMW (divisione 2)        | BMW (divisione 2)        | BMW (divisione 2)                | Abarth 1000 TC (divisione 1) | Abarth 1000 TC (divisione 1) | Abarth 1000 TC (divisione 1)     | Abarth 1000 TC (divisione 1) | Abarth 1000 TC (divisione 1) |                    |                    |
| 1971 | Dieter Glemser                          | Ford Capri RS2600    | Ford (divisione 2)               | Ford (divisione 2)       | Ford (divisione 2)       | Ford (divisione 2)               | Alfa Romeo (divisione 1)     | Alfa Romeo (divisione 1)     | Alfa Romeo (divisione 1)         | Alfa Romeo (divisione 1)     | Alfa Romeo (divisione 1)     |                    |                    |
| 1972 | Jochen Mass                             | Ford Capri RS2600    | Ford (divisione 2)               | Ford (divisione 2)       | Ford (divisione 2)       | Ford (divisione 2)               | Alfa Romeo (divisione 1)     | Alfa Romeo (divisione 1)     | Alfa Romeo (divisione 1)         | Alfa Romeo (divisione 1)     | Alfa Romeo (divisione 1)     |                    |                    |
| 1973 | Toine Hezemans                          | BMW 3.0 CSL          | BMW (divisione 2)                | BMW (divisione 2)        | BMW (divisione 2)        | BMW (divisione 2)                | Ford (divisione 1)           | Ford (divisione 1)           | Ford (divisione 1)               | Ford (divisione 1)           | Ford (divisione 1)           | Ford (divisione 1) | Ford (divisione 1) |
| 1974 | Hans Heyer                              | Ford Escort RS1600   | Ford (divisione 2)               | Ford (divisione 2)       | Ford (divisione 2)       | Ford (divisione 2)               | Ford (divisione 1)           | Ford (divisione 1)           | Ford (divisione 1)               | Ford (divisione 1)           |                              |                    |                    |
| 1975 | Siegfried Müller Sr. Alain Peltier      | BMW 3.0 CSL          | BMW (divisione 2-3-4)            | BMW (divisione 2-3-4)    | BMW (divisione 2-3-4)    | BMW (divisione 2-3-4)            | Ford (divisione 1)           | Ford (divisione 1)           | Ford (divisione 1)               | Ford (divisione 1)           | Ford (divisione 1)           |                    |                    |
| 1976 | Jean Xhenceval Pierre Dieudonné         | BMW 3.0 CSL          | Opel( divisione 3)               | Opel( divisione 3)       | Opel( divisione 3)       | Opel( divisione 3)               | Alfa Romeo (divisione 2-1)   | Alfa Romeo (divisione 2-1)   | Alfa Romeo (divisione 2-1)       | Alfa Romeo (divisione 2-1)   | Alfa Romeo (divisione 2-1)   |                    |                    |
| 1977 | Dieter Quester                          | BMW 3.0 CSL          | Volkswagen (divisione 2)         | Volkswagen (divisione 2) | Volkswagen (divisione 2) | Volkswagen (divisione 2)         | Alfa Romeo (divisione 1)     | Alfa Romeo (divisione 1)     | Alfa Romeo (divisione 1)         | Alfa Romeo (divisione 1)     | Alfa Romeo (divisione 1)     |                    |                    |
| 1978 | Umberto Grano                           | BMW 3.0 CSL          | Volkswagen (divisione 2)         | Volkswagen (divisione 2) | Volkswagen (divisione 2) | Volkswagen (divisione 2)         | Alfa Romeo (divisione 1)     | Alfa Romeo (divisione 1)     | Alfa Romeo (divisione 1)         | Alfa Romeo (divisione 1)     | Alfa Romeo (divisione 1)     |                    |                    |
| 1979 | Martino Finotto Carlo Facetti           | BMW 3.0 CSL          | Audi (divisione 2)               | Audi (divisione 2)       | Audi (divisione 2)       | Audi (divisione 2)               | Alfa Romeo (divisione 1)     | Alfa Romeo (divisione 1)     | Alfa Romeo (divisione 1)         | Alfa Romeo (divisione 1)     | Alfa Romeo (divisione 1)     |                    |                    |
| 1980 | Helmut Kelleners Siegfried Müller Jr.   | BMW 320              | Audi (divisione 2)               | Audi (divisione 2)       | Audi (divisione 2)       | Audi (divisione 2)               | Škoda (divisione 1)          | Škoda (divisione 1)          | Škoda (divisione 1)              |                              |                              |                    |                    |
| 1981 | Umberto Grano Helmut Kelleners          | BMW 635CSi           | Audi (divisione 2)               | Audi (divisione 2)       | Audi (divisione 2)       | Audi (divisione 2)               | Škoda (divisione 1)          | Škoda (divisione 1)          | Škoda (divisione 1)              |                              |                              |                    |                    |
| 1982 | Umberto Grano                           | BMW 528i             | Alfa Romeo (divisione 2)         | Alfa Romeo (divisione 2) | Alfa Romeo (divisione 2) | Alfa Romeo (divisione 2)         | Volkswagen (divisione 1)     | Volkswagen (divisione 1)     | Volkswagen (divisione 1)         |                              |                              |                    |                    |
| 1983 | Dieter Quester                          | BMW 635CSi           | Alfa Romeo (divisione 2)         | Alfa Romeo (divisione 2) | Alfa Romeo (divisione 2) | Alfa Romeo (divisione 2)         | Volkswagen (divisione 1)     | Volkswagen (divisione 1)     | Volkswagen (divisione 1)         |                              |                              |                    |                    |
| 1984 | Tom Walkinshaw                          | Jaguar XJS           | Alfa Romeo (divisione 2)         | Alfa Romeo (divisione 2) | Alfa Romeo (divisione 2) | Alfa Romeo (divisione 2)         | Volkswagen (divisione 1)     | Volkswagen (divisione 1)     | Volkswagen (divisione 1)         |                              |                              |                    |                    |
| 1985 | Gianfranco Brancatelli Thomas Lindström | Volvo 240 Turbo      | Alfa Romeo (divisione 2)         | Alfa Romeo (divisione 2) | Alfa Romeo (divisione 2) | Alfa Romeo (divisione 2)         | Volkswagen (divisione 1)     | Volkswagen (divisione 1)     | Volkswagen (divisione 1)         |                              |                              |                    |                    |
| 1986 | Roberto Ravaglia                        | BMW 635CSi           | Toyota (divisione 2)             | Toyota (divisione 2)     | Toyota (divisione 2)     | Toyota (divisione 2)             | Toyota (divisione 1)         | Toyota (divisione 1)         | Toyota (divisione 1)             |                              |                              |                    |                    |
| 1987 | Winfried Vogt                           | BMW M3               | BMW (divisione 2)                | BMW (divisione 2)        | BMW (divisione 2)        | BMW (divisione 2)                | Toyota (divisione 1)         | Toyota (divisione 1)         | Toyota (divisione 1)             |                              |                              |                    |                    |
| 1988 | Roberto Ravaglia                        | BMW M3               | Ford (divisione 2)               | Ford (divisione 2)       | Ford (divisione 2)       | Ford (divisione 2)               | Toyota (divisione 1)         | Toyota (divisione 1)         | Toyota (divisione 1)             |                              |                              |                    |                    |

### 2000-2004
| Anno | Campionato                                                                                          | Campionato           | Classe Indipendente (Michelin Trophy)                                                                                      | Classe Indipendente (Michelin Trophy) | Nome Serie                              |
| Anno | Piloti                                                                                              | Costruttori/Teams    | Piloti | Teams                                 | Nome Serie                              |
| ---- | --------------------------------------------------------------------------------------------------- | -------------------- | --- | ------------------------------------- | --------------------------------------- |
| 2000 | Fabrizio Giovanardi (Alfa Romeo 156 D2)                                                             | Nordauto Engineering | N/A | N/A                                   | European Super Touring Cup              |
| 2001 | Fabrizio Giovanardi (Supertouring)(Alfa Romeo 156 D2) Peter Kox (Superproduction) (BMW 320i E46 SP) | Nordauto Engineering | Sandro Sardelli (Nissan Primera Mk3Gt D2) (Supertouring Amateur) Norman Simon (BMW 320i E46 SP) (Superproduction Under 25) | N/A                                   | FIA European Super Touring Championship |
| 2002 | Fabrizio Giovanardi (Alfa Romeo 156 S2000)                                                          | Alfa Romeo           | Fabrizio Giovanardi | N/A                                   | FIA Europe Touring Car Championship     |
| 2003 | Gabriele Tarquini (Alfa Romeo 156 Super 2000)                                                       | BMW                  | Duncan Huisman (BMW 320i E46 S2000)                                                                                        | Alfa Romeo Autodelta                  | FIA Europe Touring Car Championship     |
| 2004 | Andy Priaulx (BMW 320i E46 S2000)                                                                   | BMW                  | Tom Coronel (BMW 320i E46 S2000)                                                                                           | AutoDelta Squadra Corse               | FIA Europe Touring Car Championship     |